# Macrophthalmus (Macrophthalmus) grandidieri
Macrophthalmus (Macrophthalmus) grandidieri is een krabbensoort uit de familie van de Macrophthalmidae. De wetenschappelijke naam van de soort is voor het eerst geldig gepubliceerd in 1867 door Alphonse Milne-Edwards. Ze is genoemd naar Alfred Grandidier, die ze verzamelde aan de kust van Zanzibar.